# Grdanjci
Grdanjci is een plaats in de gemeente Samobor in de Kroatische provincie Zagreb. De plaats telt 331 inwoners (2001).